# Charles-Louis Antiboul
Pour les articles homonymes, voir Antiboul.
Charles Louis Antiboul, né à Saint-Tropez (Var), le 20 mai 1752, mort guillotiné à Paris, le 31 octobre 1793, député du Var à la Convention nationale.

## Biographie
Avocat à Saint-Tropez, il exerce les fonctions de juge seigneurial à Gassin entre 1779 et 1791. Dans un document, il se plaint de la difficulté de cette mission : « Rendre la justice aux hommes est une fonction pénibles, délicate et dangereuse à Gassin, pays de tempête et d’orage. C’est un titre d’horreur. Il faut, si l’on veut être probe, se charger de toute la haine des chefs sédisseux d’une populace afamée de mordre et ivre de briser le frein ; et j’en suis le juge. Être le juge de Gassin ! Je frissonne d’y songer. Eh ! Ne vois-je pas dans ce lieu même les gens de bien gémir de la violence de mes efforts pour soutenir un si rude fardeau ? ».

### Député à la convention nationale
Il devient après 1789, administrateur du Var, et, le 6 septembre 1792, il est élu par ce département, le septième sur huit au premier tour avec 277 sur 470 votants, à la Convention nationale, où il siège sur les bancs Girondins. Il est secrétaire de la séance de vote.
Lors du procès de Louis XVI, il vote pour la culpabilité du roi, pour la mort, mais « à titre politique », contre la ratification du jugement du peuple, pour la détention, comme mesure de sûreté générale, et il s'abstient lors du suffrage sur la possibilité d'un sursis.
Le 21 février 1793, au cours d'une longue discussion, il défend son département accusé de fédéralisme, notamment par André Jeanbon Saint André.
Membre du Comité de marine, il est à l'origine d'un décret qui permet à la marine française d'amener dans ses ports les navires neutres chargés de marchandises destinées aux puissances ennemies.
Le 13 avril 1793, il vote contre la mise en accusation de Marat, et le 28 mai, il s'abstient lors du scrutin sur le rapport du décret, qui la veille, a cassé la Commission des Douze.

### Procès et exécution

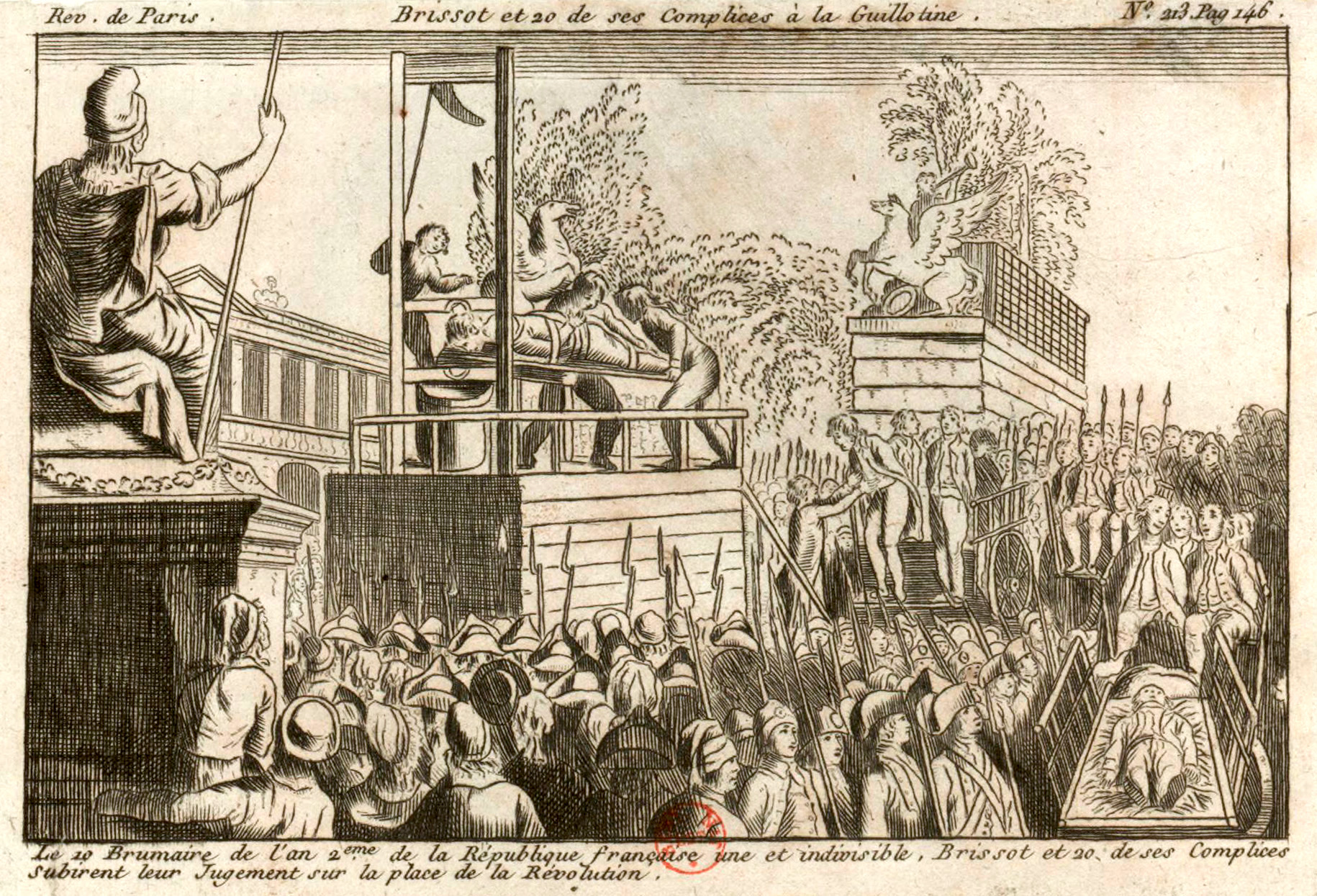
Charles-Louis Antiboul est mené à l’échafaud avec les Girondins

Envoyé en mission en Corse en juin 1793, il est capturé à Marseille par les insurgés. Accusé d'avoir compromis la dignité de représentant du peuple, il est, sur la motion de Jean Bon Saint-André, décrété d'arrestation le 7 septembre 1793. Il comparaît devant le Tribunal révolutionnaire en même temps que les Girondins, et sous la même inculpation, du 3 au 9 brumaire an II (24-30 octobre 1793). Il n'a pratiquement pas la parole, si ce n'est pour répondre de la manière dont il a voté lors du procès du roi et lors du décret d'accusation de Marat. Il déclare également à une troisième question du président Herman : « En arrivant à la Convention, je me suis placé à la Montagne ; mais n'entendant pas assez distinctement l'orateur, je me suis rapproché de la tribune. »
Le comité de surveillance de Saint-Tropez signe en vain une déclaration de soutien qui est envoyée au comité de sûreté générale, témoignant du civisme et de la ferveur d'Antiboul contre les ennemis de la Révolution.
Fouquier-Tinville, l'accusateur public, réclame la mort pour tous les accusés « complices de conspirations contre l'unité et l'indivisibilité de la République » par leurs « manœuvres contre-révolutionnaires ». Ils sont condamnés à mort le 9 brumaire an II. Antiboul et ses co-accusés sont conduits à l’échafaud dans des charrettes, dont l'une transporte également le corps de Valazé, qui s'est poignardé après le verdict.
Il fait partie des « amis de la liberté immolés par la tyrannie décemvirale » honorés par un décret du 1 vendémiaire an IV pour la fête du même jour (3 octobre 1795),.

## Sources
- « Charles-Louis Antiboul », dans Adolphe Robert et Gaston Cougny, Dictionnaire des parlementaires français, Edgar Bourloton, 1889-1891 [détail de l’édition]
- Biographie sur le site de l'Assemblée nationale
- Biographie sur un site historique
- Biographie + photocopie acte de décès sur un autre site historique
- Archives parlementaires de 1787 à 1860 : recueil complet des débats législatifs et politiques des Chambres françaises. Première série, 1787 à 1799. Tomes LIII, LVII, LXII, LXV et LXXI
- Gérard Walter, Actes du Tribunal révolutionnaire.